# Erdet Wenxiu

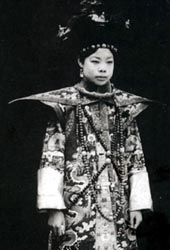
Erdet Wenxiu

Erdet Wenxiu (chinesisch 額爾德特•文繡 / 额尔德特•文绣, Pinyin É’ěrdétè Wénxiù; * 20. Dezember 1909; † 17. September 1953) war die Nebenfrau des letzten Kaisers von China, Aisin Gioro Puyi.

## Leben
Erdet Wenxiu war eine Mongolin aus dem Gerahmten Gelben Banner. Sie verließ die Verbotene Stadt 1924 zusammen mit Puyi und Gobulo Wanrong, der ersten Frau des ehemaligen Kaisers. 1931 trennte sie sich von Puyi.  1947 heiratete sie einen Offizier namens Liu Zhendong. Sie starb 1953 an einem Herzinfarkt.